# Guillermo II de Bures
Guillermo II de Bures fue un noble cruzado del Reino de Jerusalén.
Fue sobrino de Guillermo I de Bures, posiblemente hijo de su hermano Godofredo. Tenía varios hermanos:
- Elinardo de Bures, que sucedió a su tío Guillermo I de Bures, y dio el título a Guillermo II al morir sin descendencia.
- Raúl de Yssy
- Simón
- Eschiva de Bures, le sucedió como Princesa de Galilea y Señora de Tiberíades, casándose primero con Gautier de Saint Omer, y luego con Raimundo III de Trípoli.
- Inés de Bures, casada con Gerardo de Grenier, Conde de Sidón.

- Datos: Q267250